# Église Saint-Michel de Gaillac
L'église Saint-Michel de Gaillac ou abbatiale Saint-Michel, est une église catholique située à Gaillac, dans le Tarn, en région Occitanie (France).

## Historique

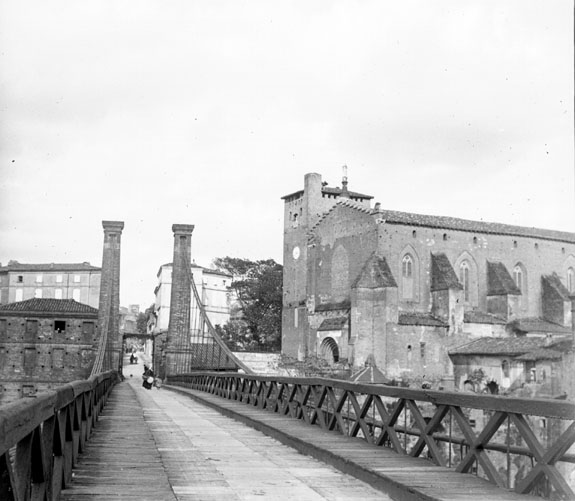
L'église vue depuis le pont suspendu, en 1897

L'église Saint-Michel est élevée au Xe siècle, tout d'abord en tant qu'église abbatiale de l'abbaye Saint-Michel de Gaillac, qui est elle-même fondée en 972, après un don de Frotaire, évêque d'Albi. Dès le XIIe siècle, la cité de Gaillac était devenue une cité importante, et nécessitait l'instauration de nouvelles paroisses afin de gérer le flot de nouveaux habitants. C'est ainsi que les moines de l'abbaye transforment partiellement leur église en une église paroissiale, conservant le chœur pour leurs offices.
Après les dégâts causés par la Guerre de Cent Ans puis la peste Noire, l'église Saint-Michel, ainsi que l'abbaye, subissent encore une épreuve entre 1562 et 1572, durant les guerres de Religion, lorsque la ville subit à plusieurs reprises des combats entre catholiques et protestants. Ces luttes s'achèvent en 1572, par un violent massacre de protestants. Ces derniers sont défenestrés depuis l'abbaye et achevés dans le Tarn par des bateliers. Les protestants laissent tout de même leur empreinte sur le bâtiment, au travers de la construction de la massive tour rectangulaire, servant aujourd'hui de clocher. Après ce sombre épisode, l'édifice est restauré, au cours des deux siècles suivants avec les matériaux de l'ancienne bâtisse, mais est à nouveau ruiné par la Révolution française. L'église est alors pillée, puis réquisitionnée, servant d'entrepôt et d'usine de salpêtre. De nouvelles réparations sont entreprises sous la Restauration, au cours desquelles la nef prend un style néo-classique, et qui dureront jusqu'en 1849, date à laquelle un portail néo-roman est ajouté à l'Ouest.
Mais avant même la fin des travaux, l'église Saint-Michel est classée au titre des monuments historiques par liste de 1840. De nombreux objets sont référencés dans la base Palissy (voir les notices liées).

## Architecture

### Organisation générale
L'église Saint-Michel originelle, bâtie au Xe siècle, se compose d'une nef à bas-côtés, fermée par un chœur possédant trois chapelles circulaires.
Après les destructions attribuables aux guerres de Religion, ne sont conservés dans la nouvelle églises que quelques murs, ainsi que les chapelles du chœur. Ce dernier en lui-même est complètement modifié, et se voit doté d'un hémicycle en cul-de-four, mais aussi d'une galerie circulaire menant aux chapelles. La nef est rebâtie sans bas-côtés et mesure maintenant 47,5 mètres de long sur 17 mètres de largeur, pour près de 25 mètres de haut. La tour construite par les protestants (sur des bases datant du XIIIe siècle) est utilisée en tant que clocher. Les 54 colonnes à l'intérieur de l'église sont surmontés de chapiteaux, sur lesquels on aperçoit encore des vestiges d'anciennes peintures. Accolée à l'arrière du clocher, on trouve une chapelle datant du XVe siècle, ou du XIVe siècle (selon les sources). Elle serait l’œuvre de Roger de Latour, abbé de Gaillac, qui l'aurait commandité pour y installer sa sépulture, et y a laissé sa marque à travers la présence de son écusson sur la clé de voûte.

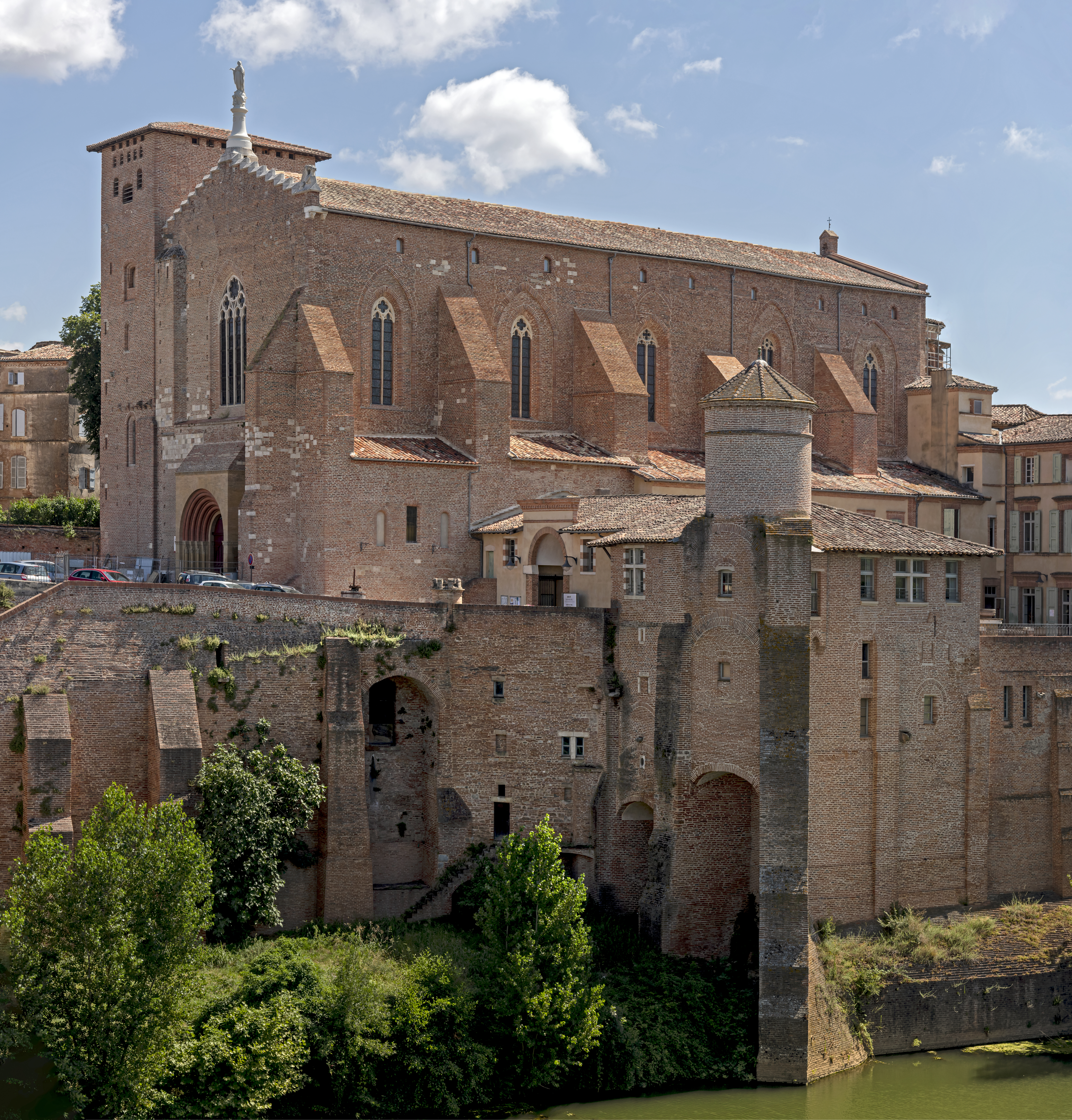
Vue de l'église et de l'abbaye
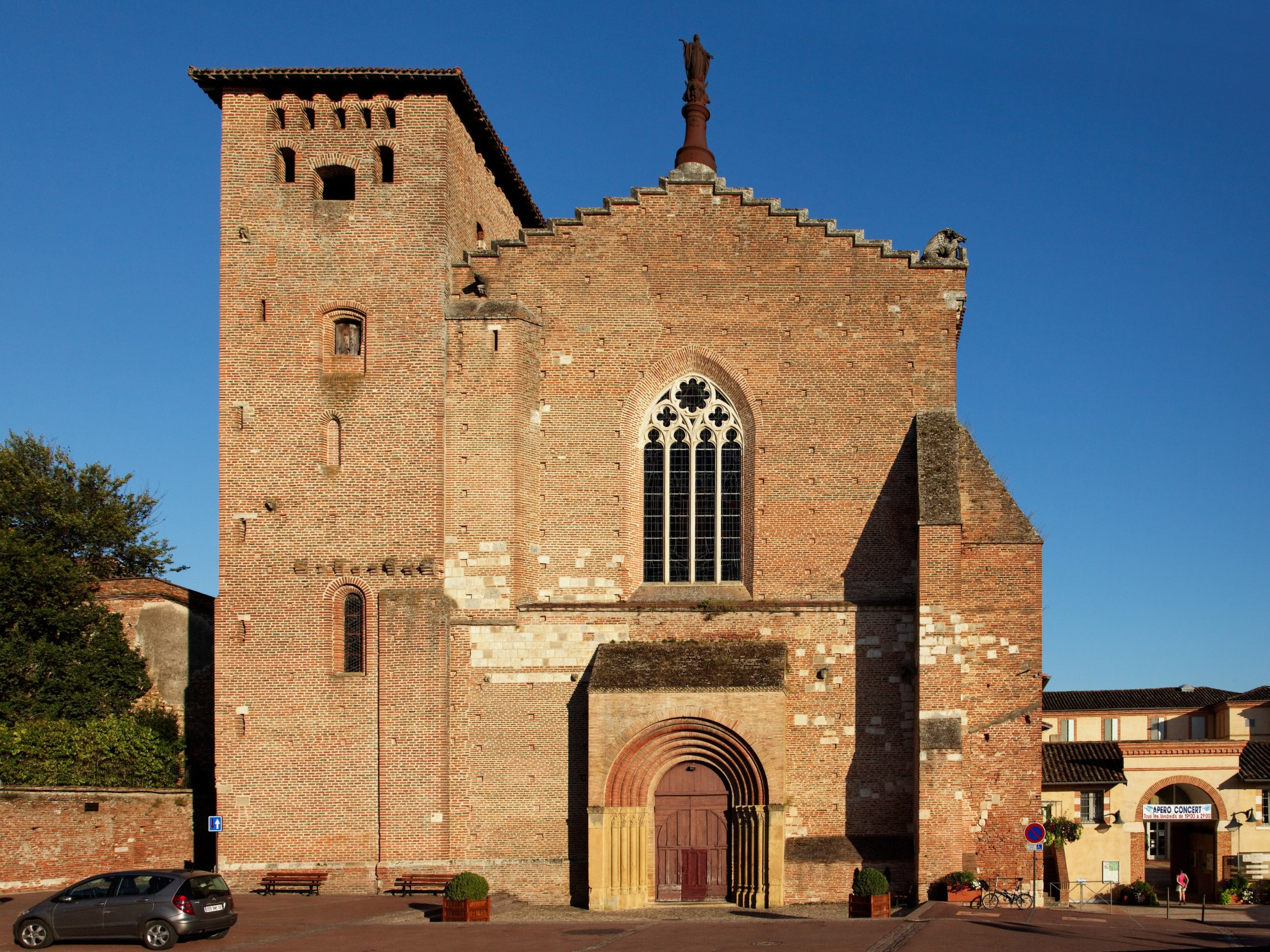
Façade principale
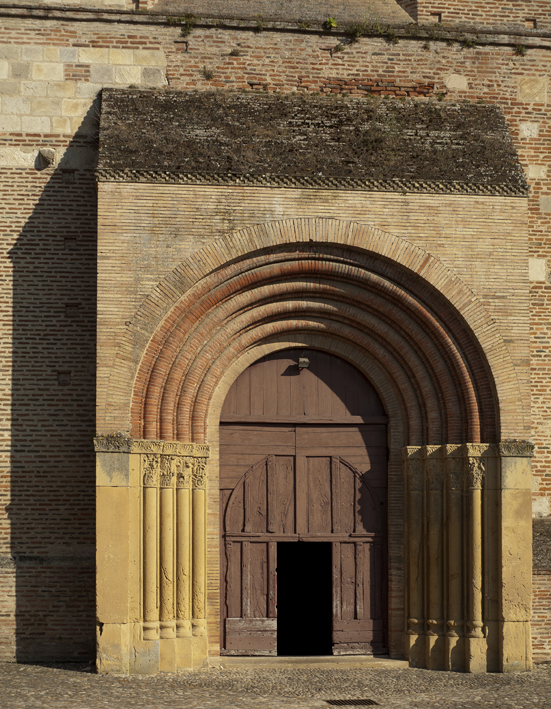
Le portail occidental
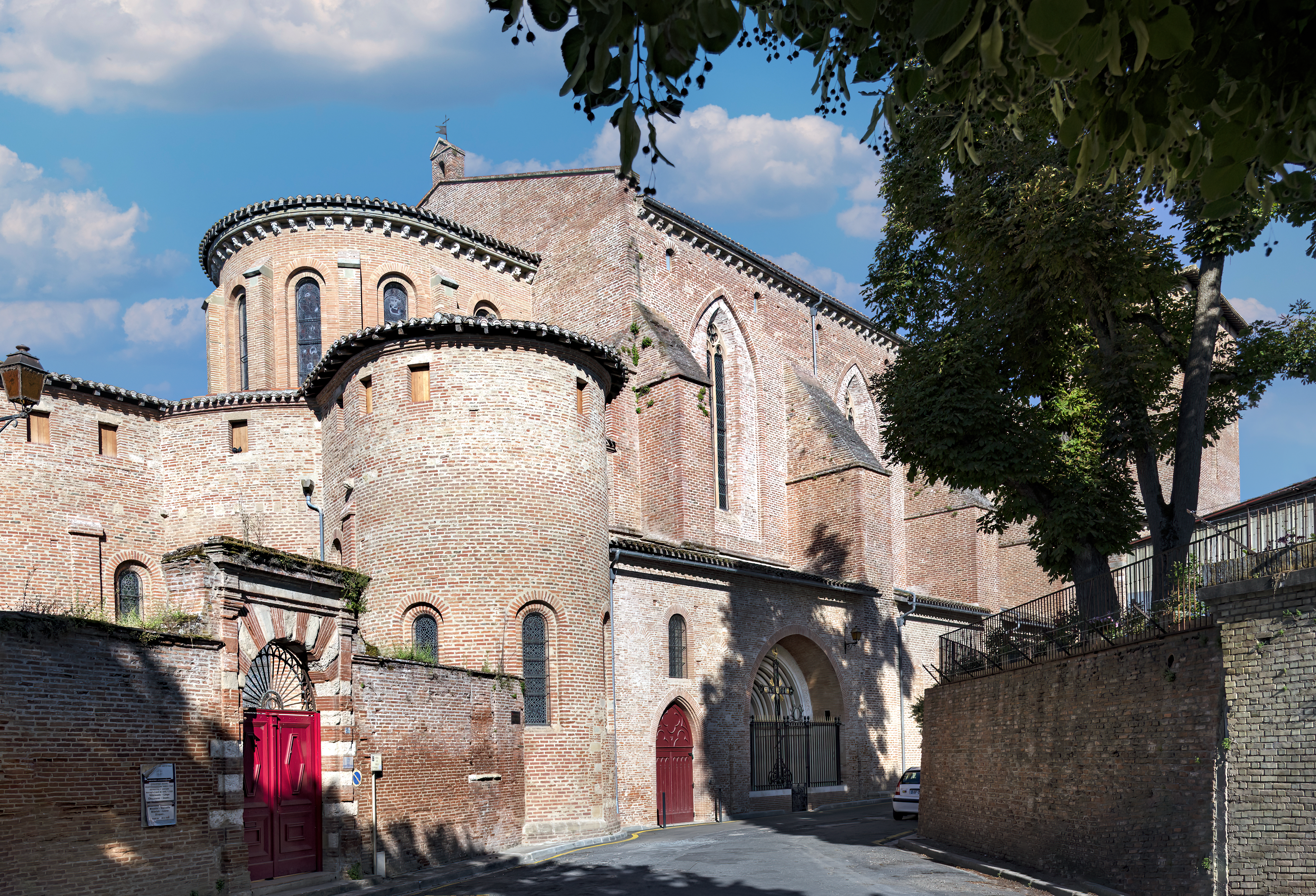
L'abside
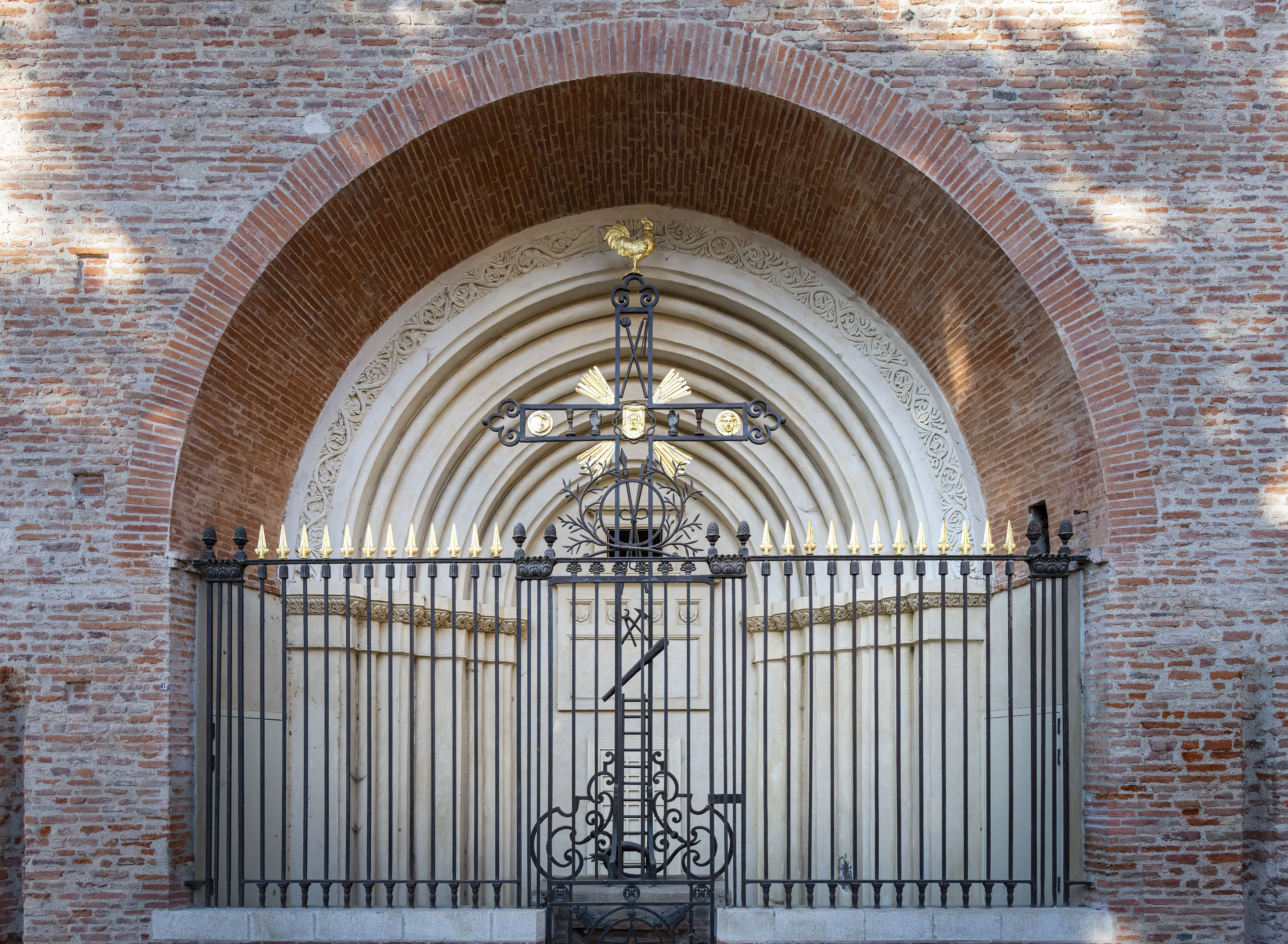
Croix de Mission de la petite rue Saint-Michel

### Mobilier
L'église Saint-Michel accueille différentes statues et peintures en son sein :
- Une statue de sainte Émilie de Vialar (1797-1856, fondatrice des sœurs de Saint-Joseph-de-l'Apparition née à Gaillac), dans la chapelle de Roger de Latour ;
- Une statue de la Vierge en bois polychrome de 97 cm, à la main droite mutilée [3] ;
- Les chapiteaux représentant parfois des scènes bibliques ;
- Le Christ en croix d’Antoine Rivalz ;
- Saint Vincent de Paul prenant les fers d’un galérien de Fortuné Dufau ;
- Judith de Louis Boulanger [4]. ;
- Saint Sébastien détaché par de saintes femmes d’Eugène Devéria[5].
- Six Lusts en bois sculpté et dorée inscrit aux Monuments historiques [6].
- Un bénitier roman [7].

Le reste du mobilier demeure assez sobre. Plusieurs retables, et un maître-autel, qui est la reproduction de celui présent dans l’église Saint-Pierre des Chartreux à Toulouse par François Lucas. De part et d'autre de l'entrée, sur la contre-façade, deux statues de Saint Michel du XIXe siècle en partie restaurées.

Vue de la nef
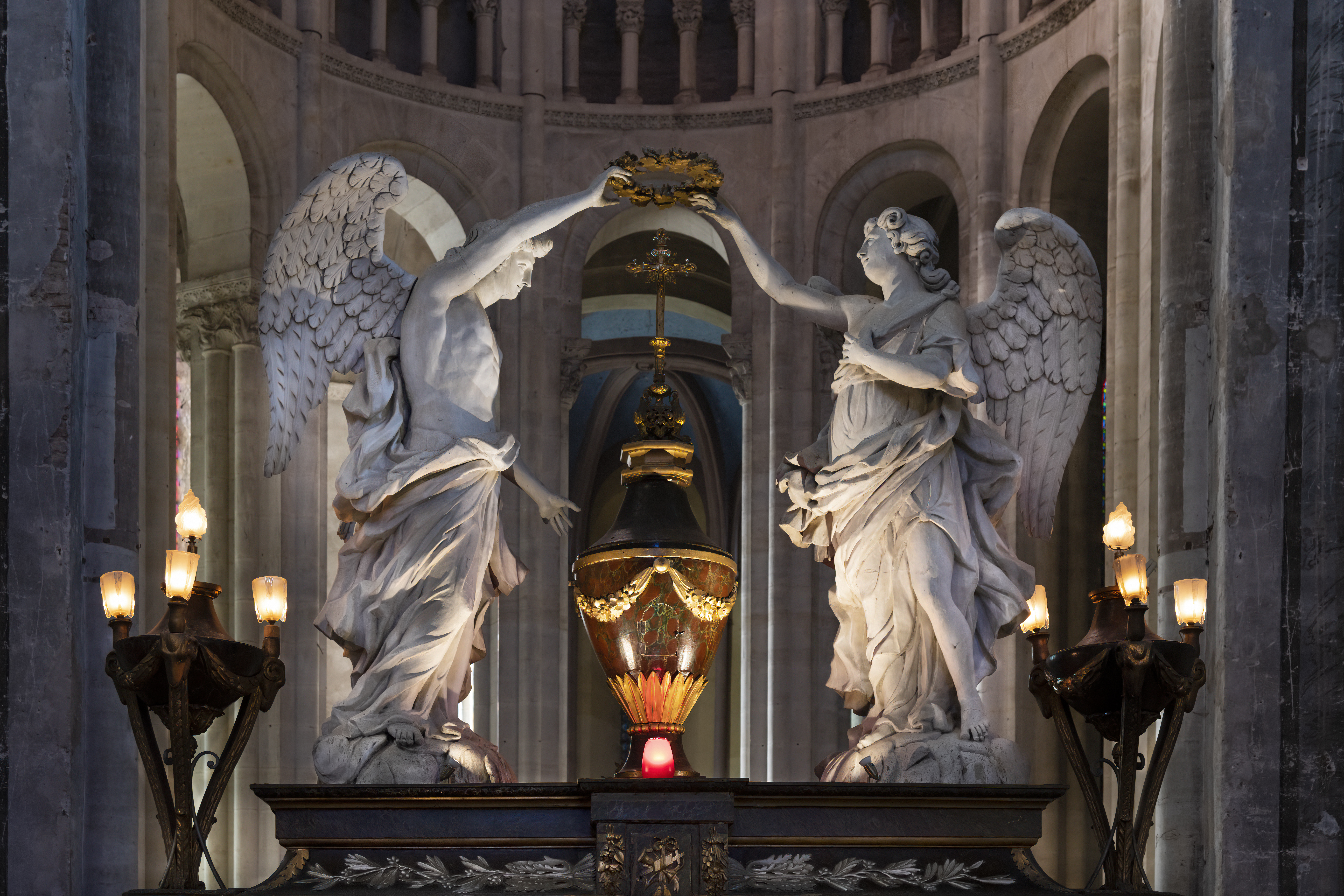
Statues du maître-autel
L'orgue de tribune PM 117859 F Gaillac.jpg
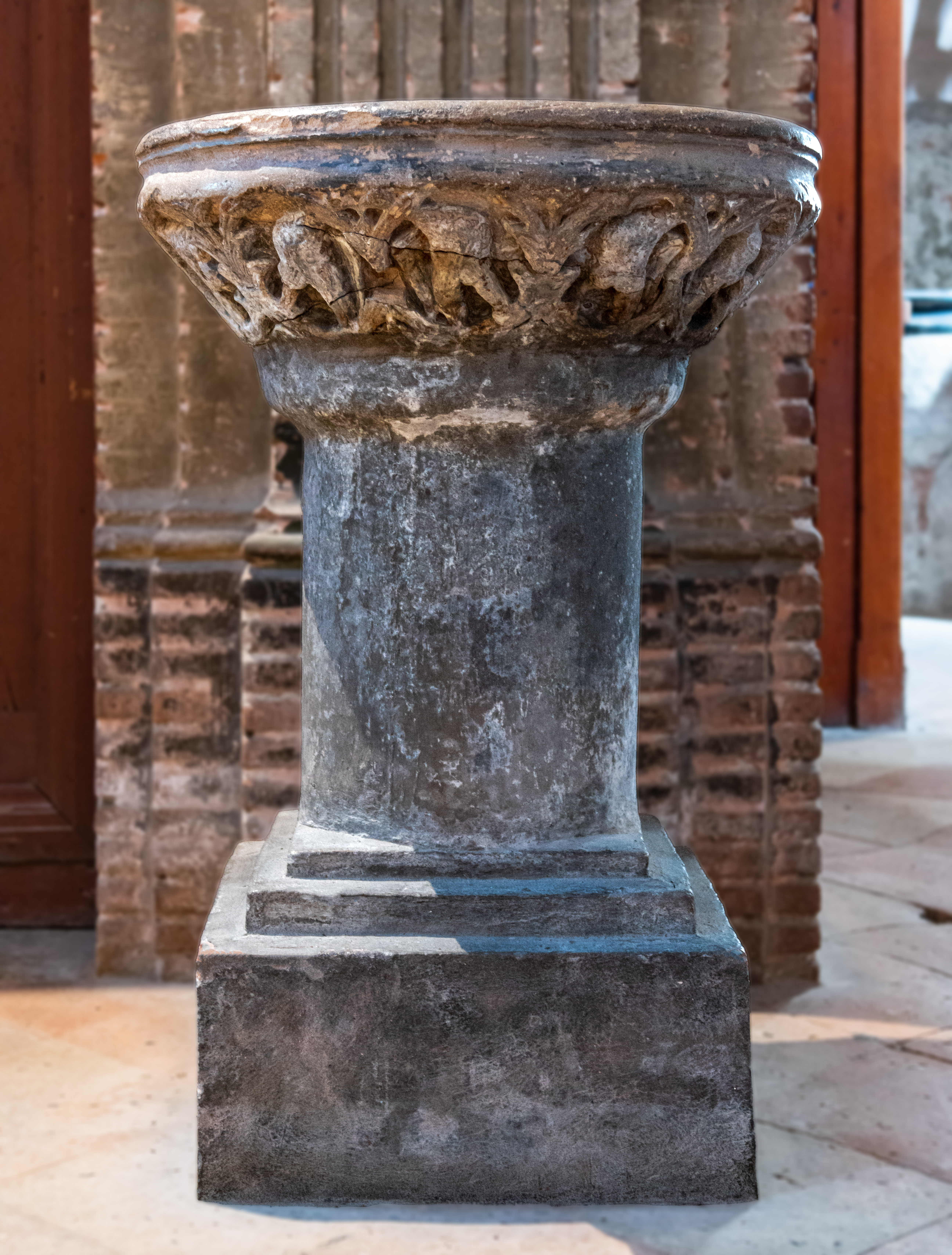
Le bénitier roman
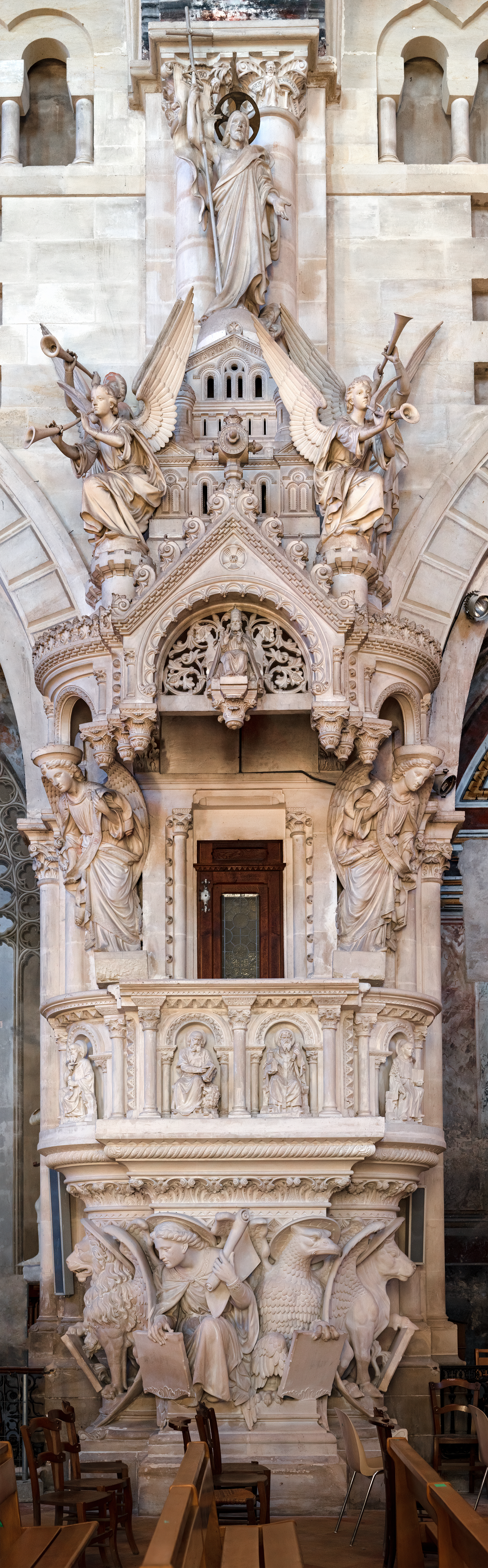
La chaire
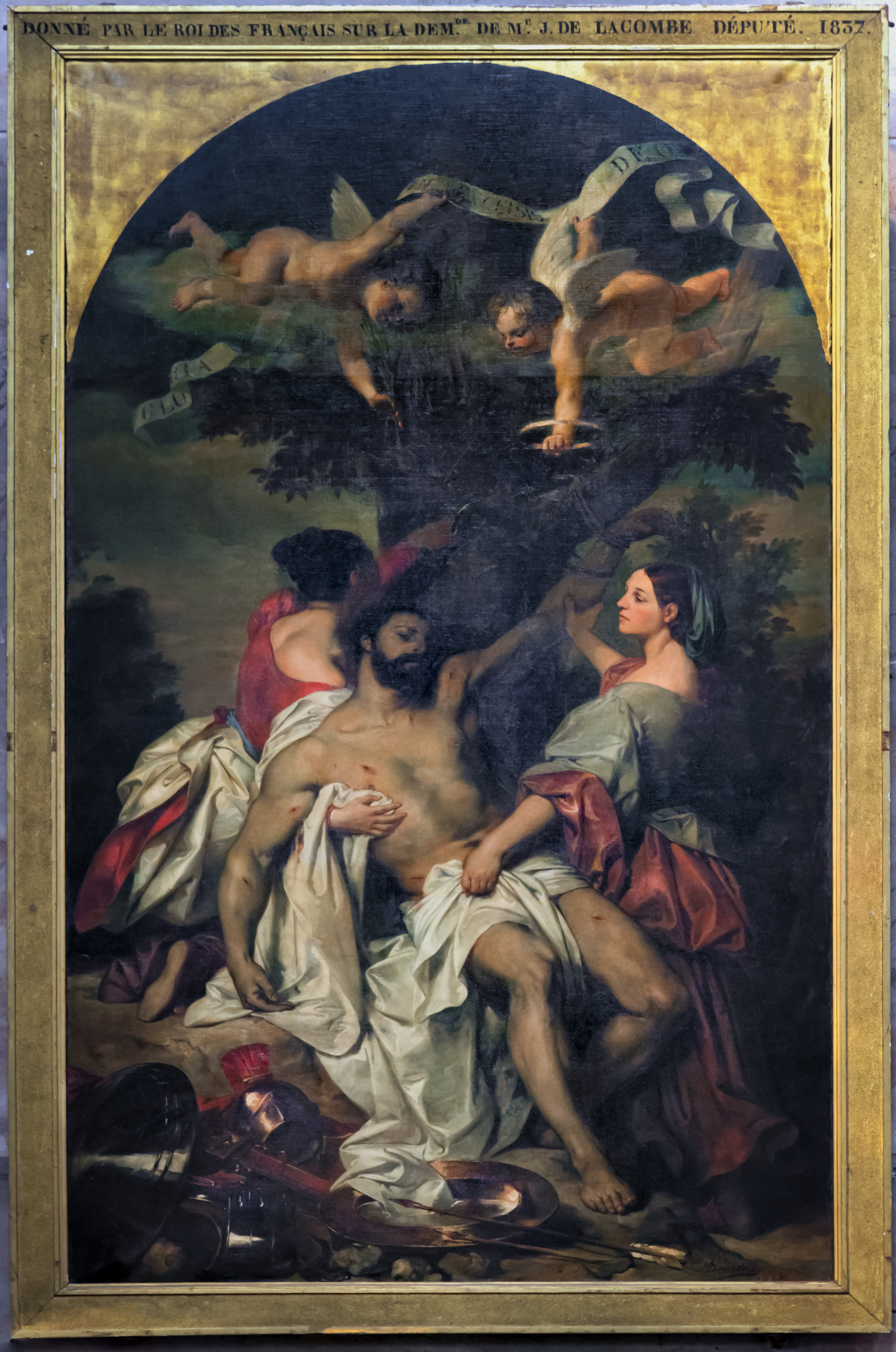
Saint Sébastien détaché par des saintes femmes, Eugène Devéria
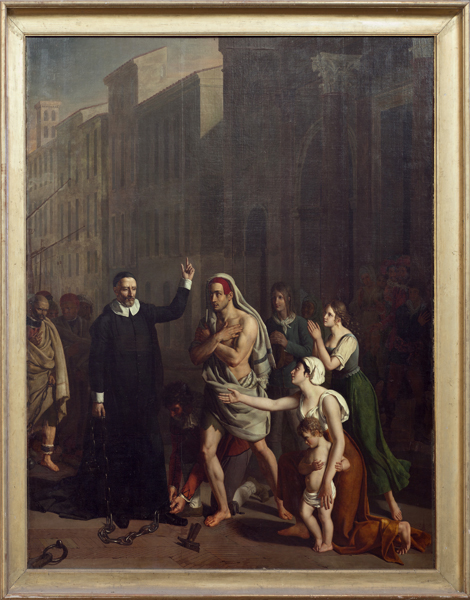
Saint-Vincent-de-Paul prenant les fers d'un galérien, Fortuné Dufau
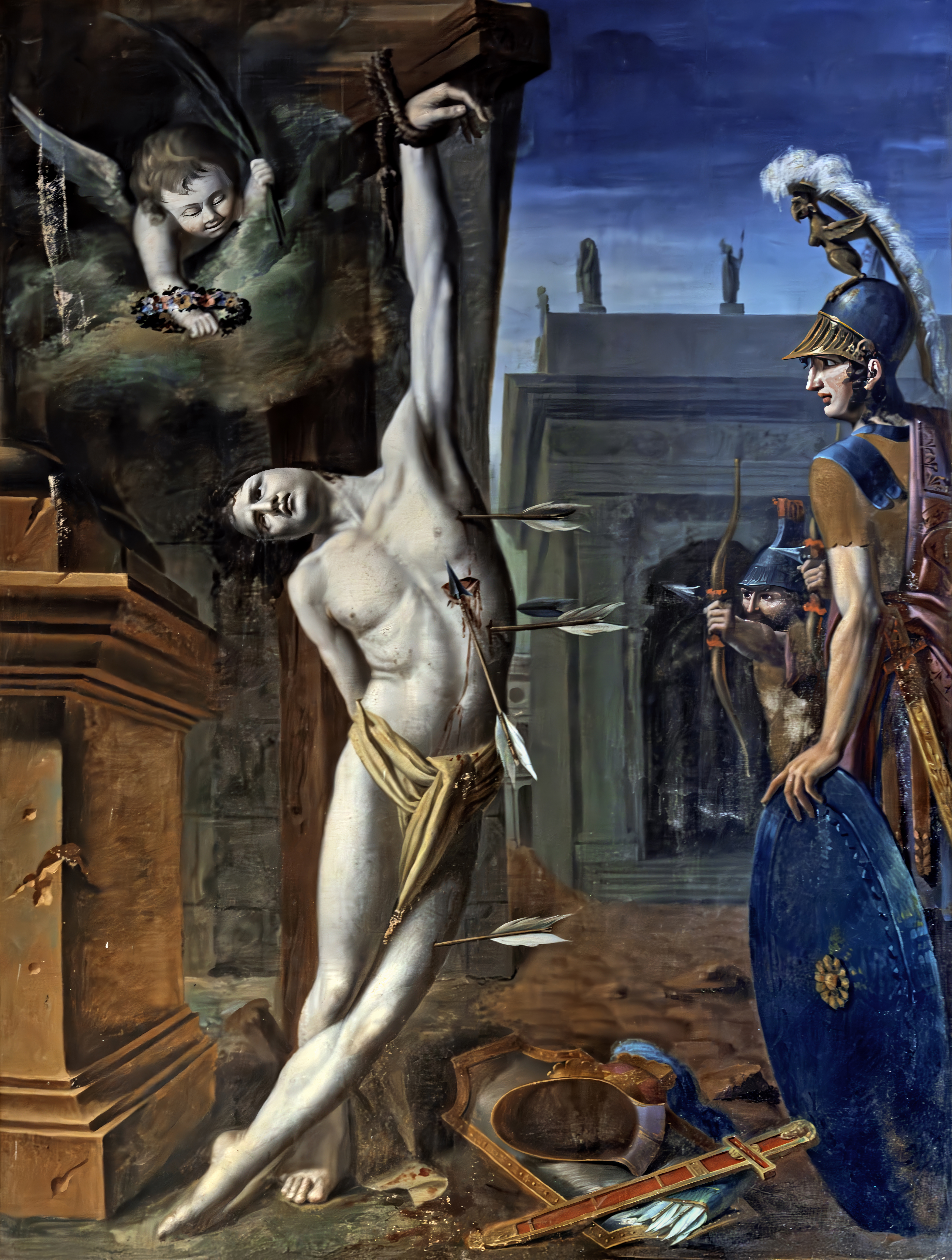
Le Martyre de Saint Sébastien
Sainte Catherine d'Alexandrie
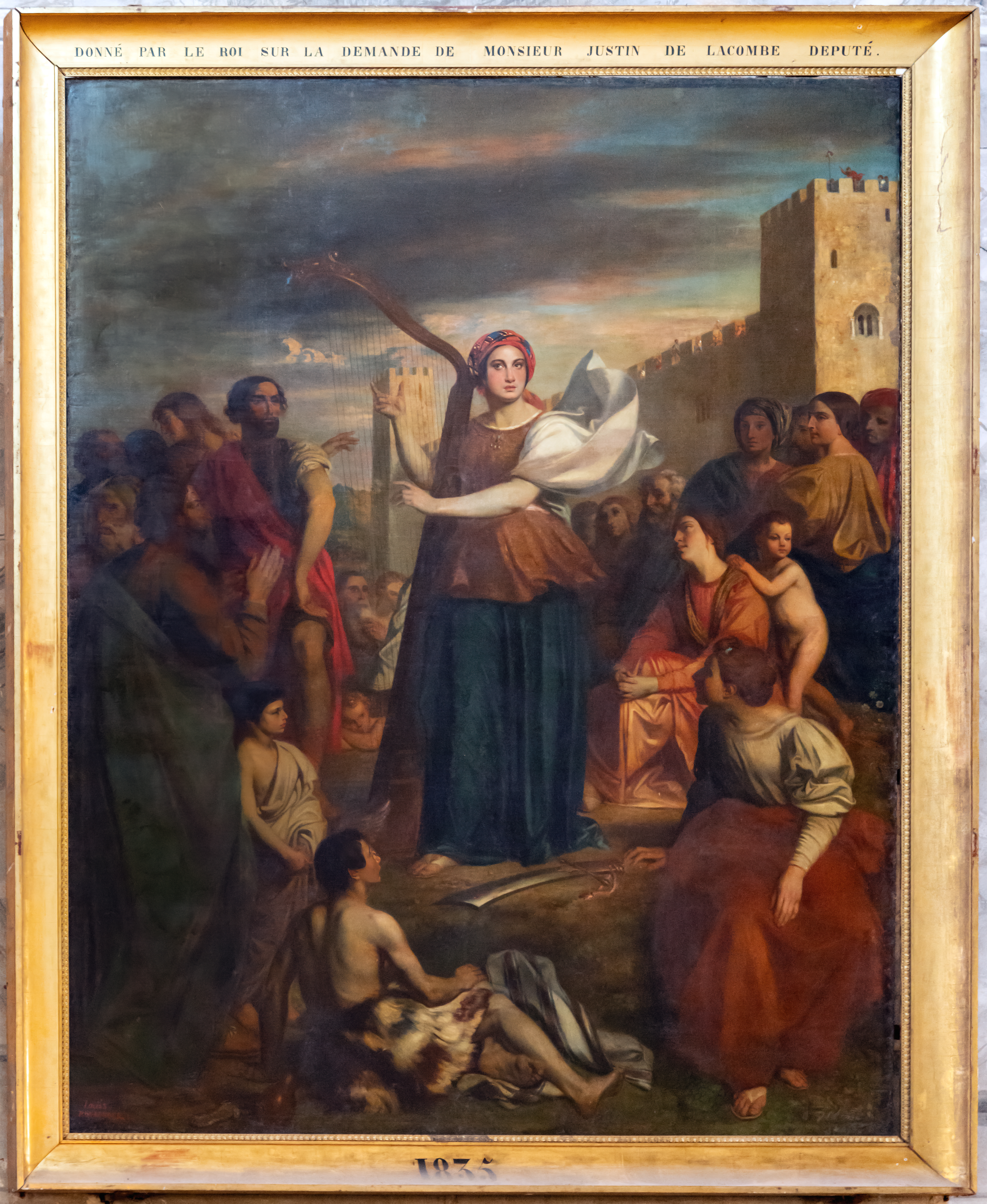
Judith - Louis Boulanger
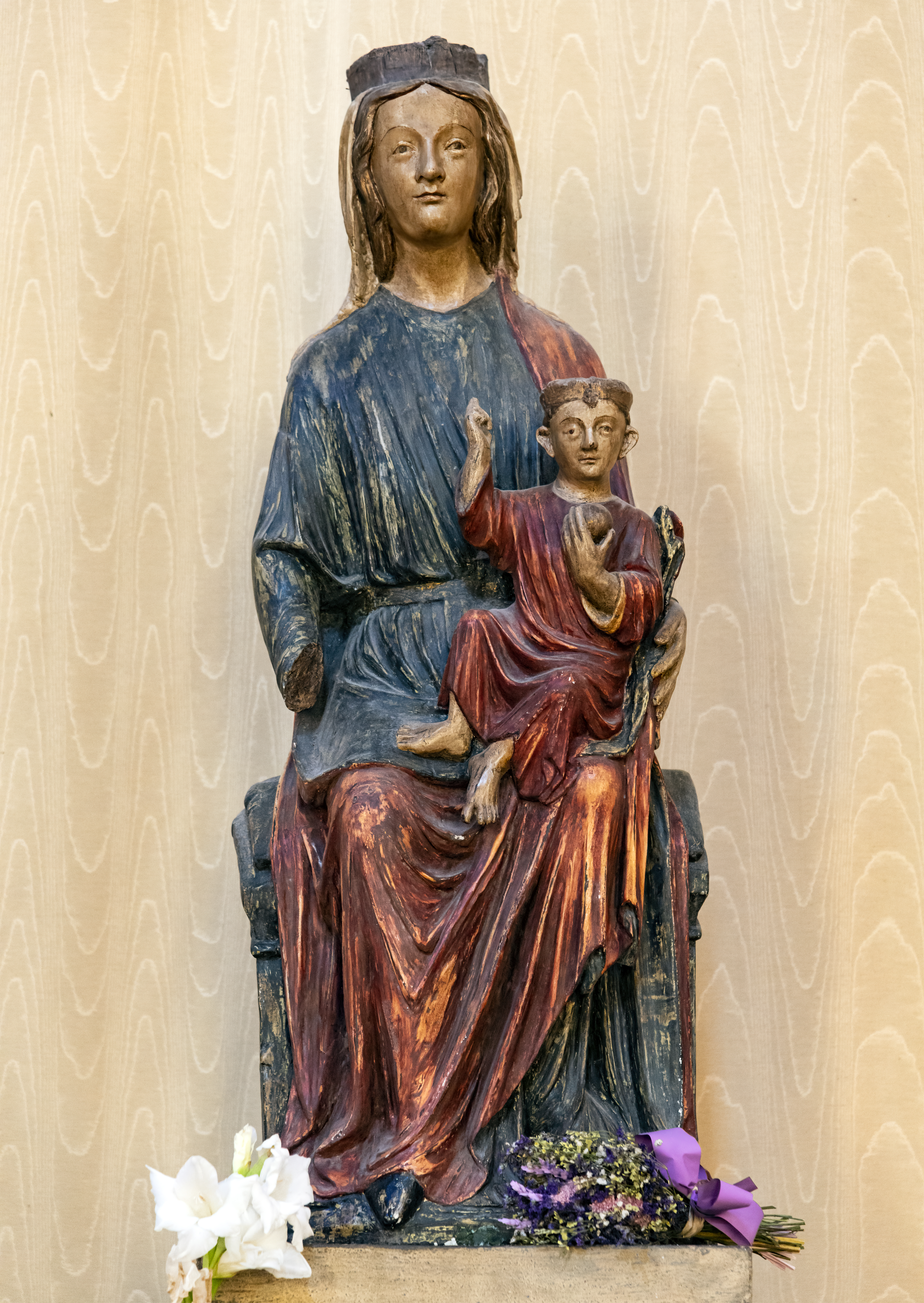
Une Vierge à l'Enfant assise
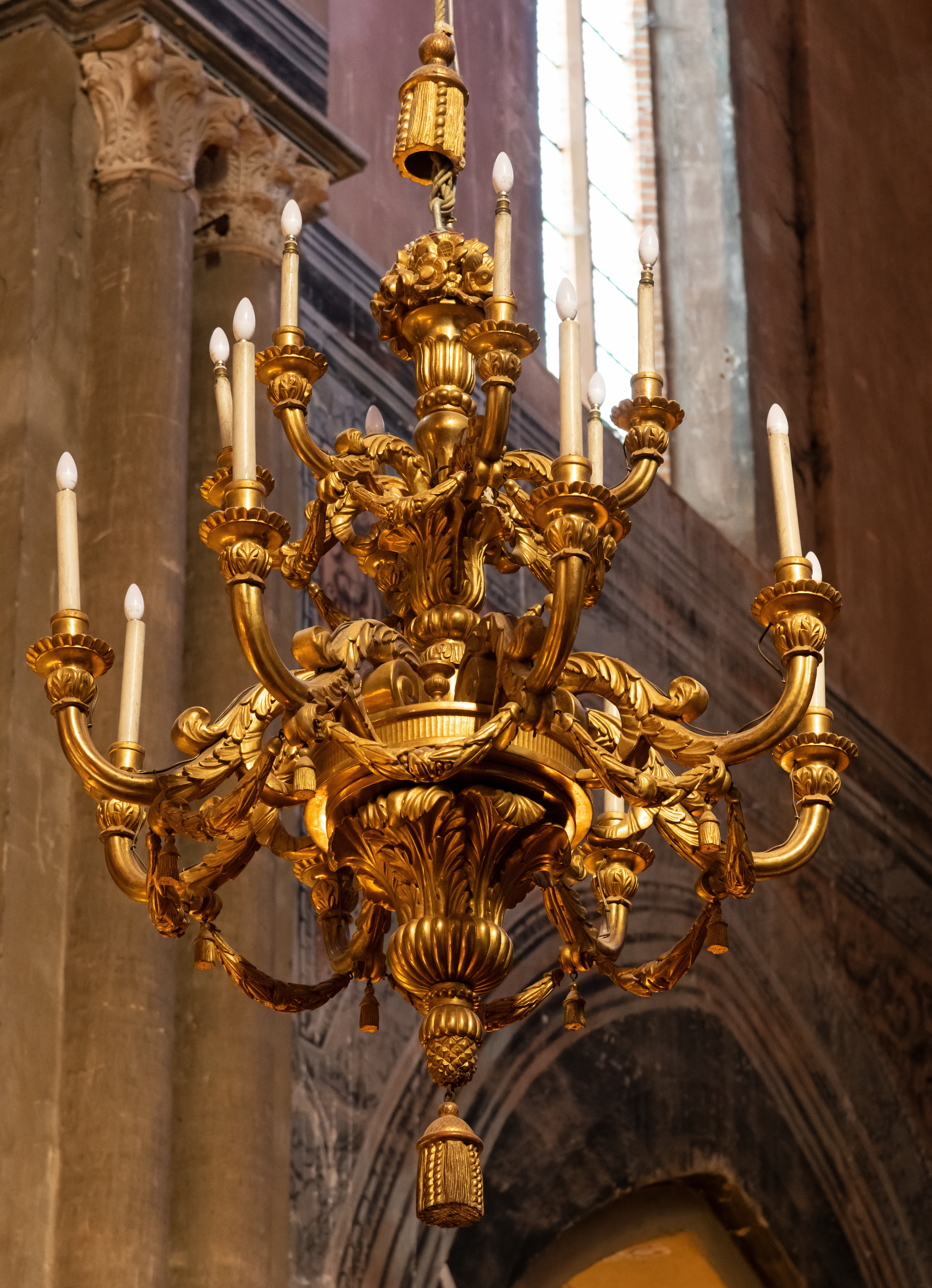
Luste en bois sculpté et dorée inscrit aux Monuments historiques.
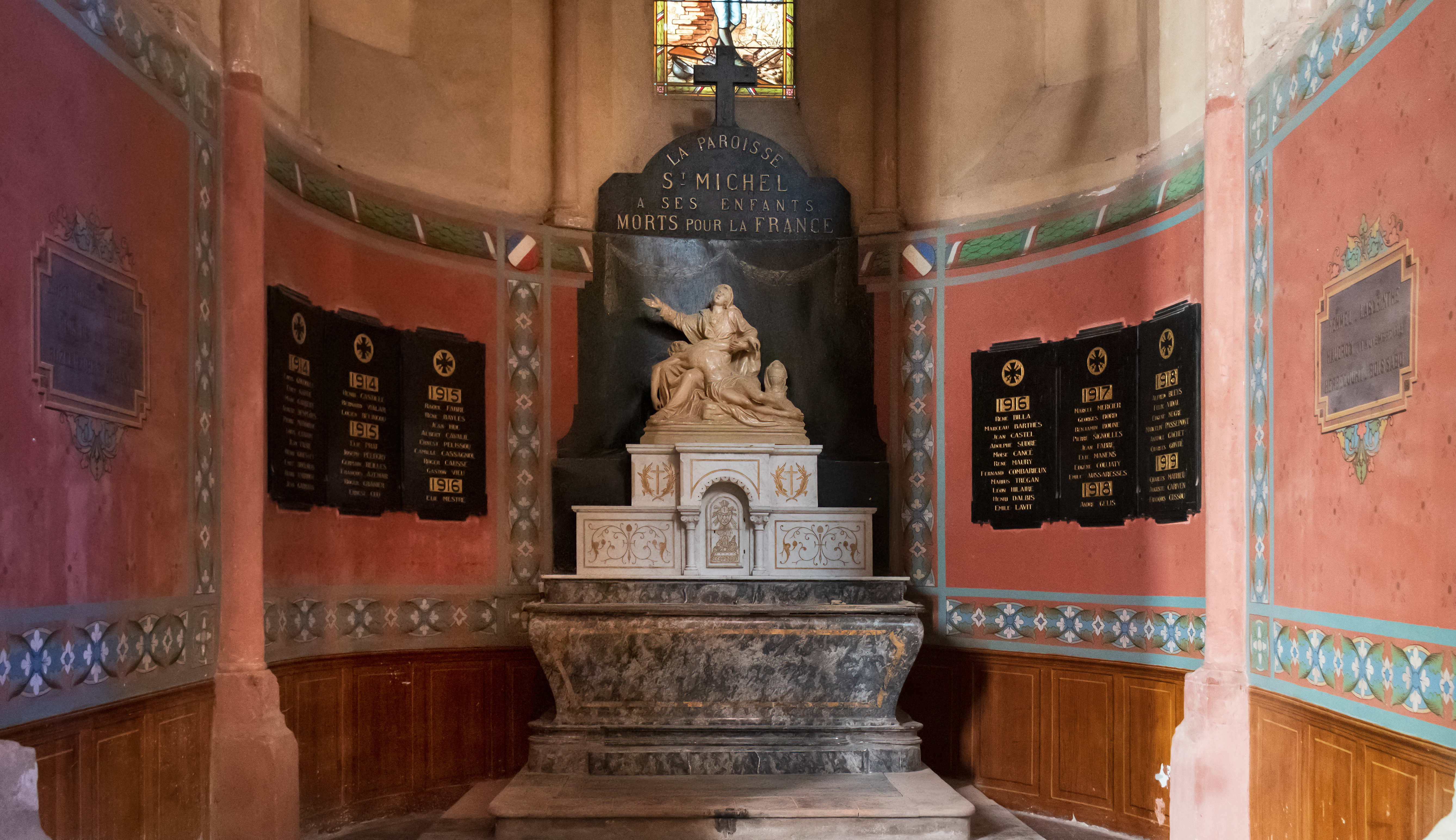
La chapelle Monument aux Morts de la Paroisse
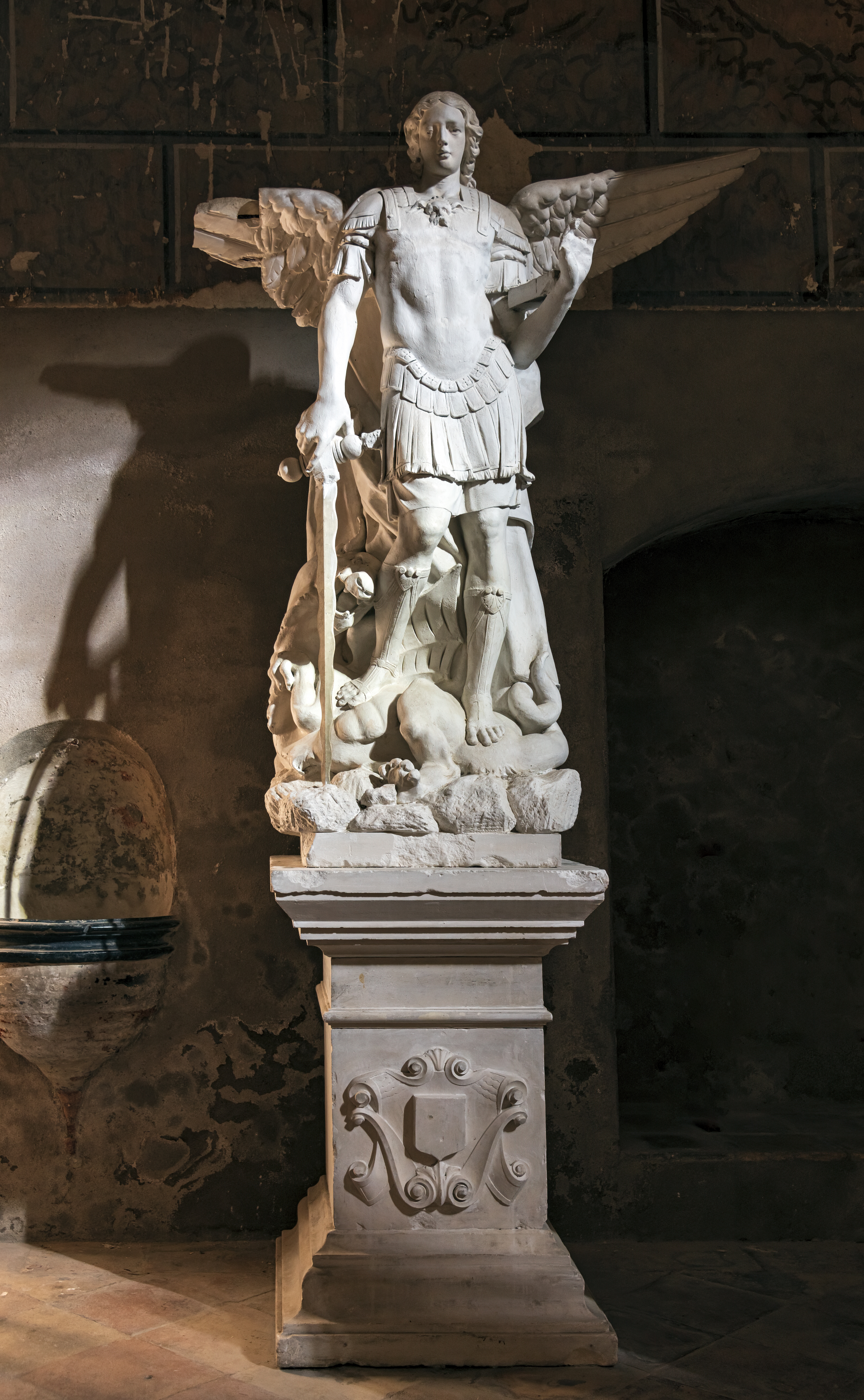
Statue de Saint Michel terrassant le dragon
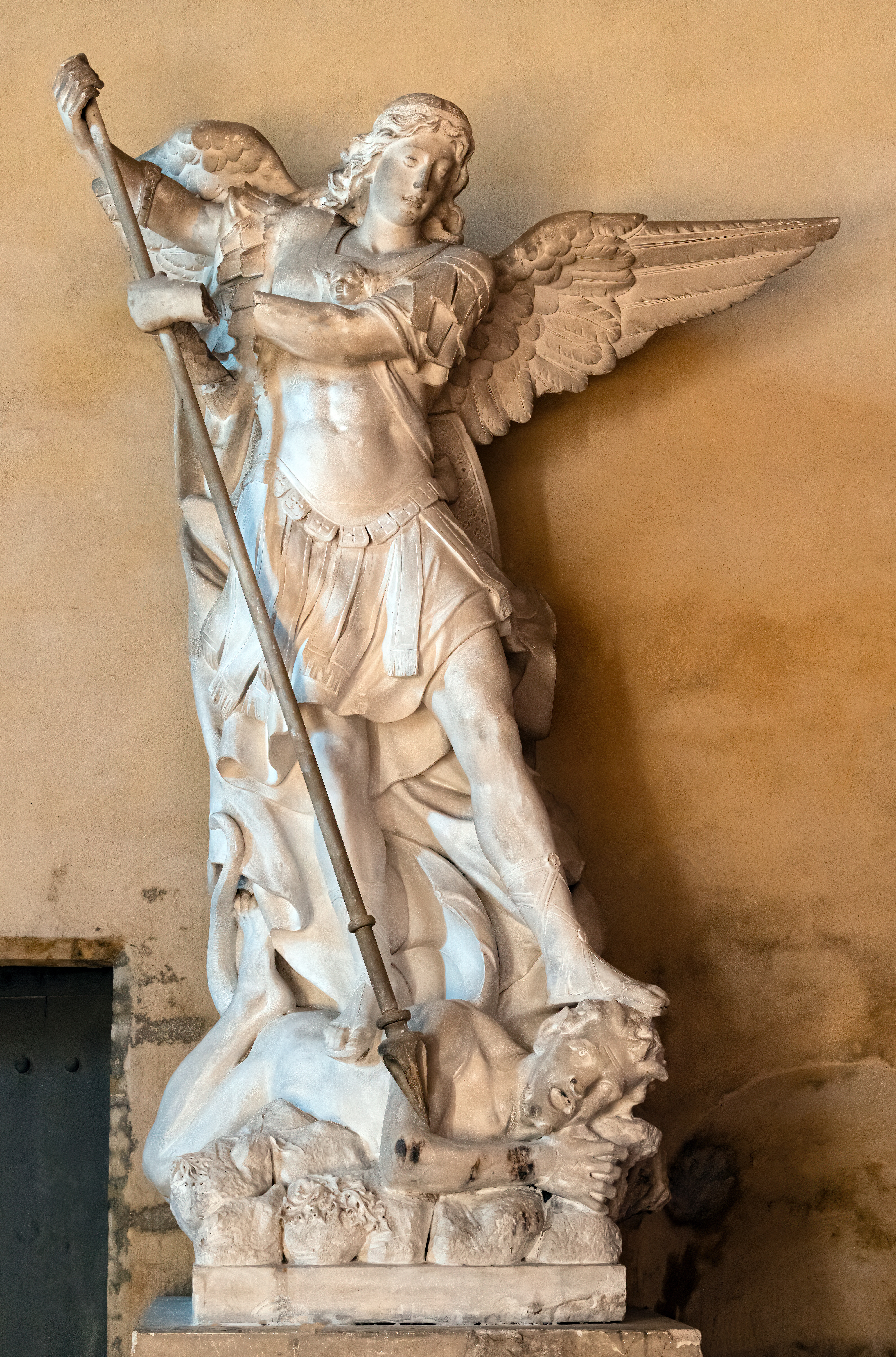
Statue de Saint Michel terrassant le démon